# 安德烈·沃勒贝
安德烈·沃勒贝（德語：André Wohllebe，1962年1月9日—2014年12月29日），德国男子皮划艇运动员。他曾代表东德、德国参加1988年和1992年夏季奥林匹克运动会皮划艇比赛，获得一枚金牌和二枚铜牌。